# SN 2009mi
SN 2009mi – supernowa typu Ic odkryta 12 grudnia 2009 roku w galaktyce IC2151. W momencie odkrycia miała maksymalną jasność 15,40m.